# لغة برمجة الجيل الخامس
لغة برمجة الجيل الخامس (اختصارا 5GL) هي لغة برمجة تدور حول حل المسائل باستخدام بعض القيود التي تعطى للبرنامج بدلا من استخدام خوارزمية يقوم المبرمج بكتابتها. معظم لغات برمجة منطقية واللغات المبنية على القيود وبعض اللغات التقريرية هي لغات الجيل الخامس
وبينما تم تصميم الجيل الرابع من لغات البرمجة لبناء برامج محددة، فإن لغات برمجة الجيل الخامس قد تم تصميمها لتجعل الكمبيوتر يحل المسائل المحددة دون مساعدة المبرمج. بهذه الطريقة، يحتاج المبرمج فقط للقلق حول المسائل التي تحتاج إلى حل والظروف التي ينبغي الوفاء بها دون أن يقلق على كيفية وضع روتين معين أو عملية حسابية لحلها. تستخدم لغات الجيل الخامس بصورة أساسية في أبحاث ذكاء اصطناعي. ومن الأمثلة على لغة برمجة الجيل الخامس Prolog, OPS5, Mercury.
وقد تم تصميم هذه الأنواع من اللغات أيضا بناء على Lisp، ومعظمها نشأ على آلة ليسب Lisp Machine مثل الآيكاد ICAD. ثم بعد ذلك هناك عدة لغات إطارية مثل KL-ONE.
وفي التسعينات كانت لغات الجيل الخامس تعتبر موجة المستقبل وقد تنبأ البعض أنها ستحل محل كافة اللغات الأخرى لتطوير النظام باستثناء اللغات منخفضة المستوى. ومن الملاحظ كثيرا أنه منذ عام 1982 حتى 1993، كرست اليابان مزيدا من الأبحاث وخصصت المزيد من الأموال لمشروع نظم حواسيب الجيل الخامس آملة في أن تقوم بتصميم شبكة كمبيوتر من آلات تستعين بهذه الأدوات.
إلا أنه مع وجود برامج أكبر أصبحت ثغرات هذا التوجه أكثر وضوحا، وقد تحول الأمر لأن يكون البدء من مجموعة من القيود التي تحدد مسألة ما بحيث تستنبط عملية حسابية فعالة لحلها مسألة صعبة للغاية في حد ذاتها. وهذه الخطوة الحاسمة لم يمكن أتمتتها بعد ولا تزال تتطلب بصيرة المبرمج البشري.
واليوم عادت أنظمة حاسوب الجيل الخامس لتكون مستوى ممكن من لغات الكمبيوتر. ويدعي مجموعة من باعة وموردي البرمجيات اليوم أن برنامجهم يفي بمتطلبات «البرمجة» المرئية لتصور 5GL.

## مفاهيم خاطئة شائعة
من حين لآخر كان الباعة في مجال تطوير التطبيقات يتباهون بإمكانات لغة الجيل الخامس 5GL. وكانوا معظم الوقت يبيعون فعليا الجيل الرابع من لغات البرمجة وهي قاعدة أكبر من الأتمتة وقاعدة المعرفة. منذ أن انحدر التعامل بلغات الجيل الخامس بسبب ذبول واختفاء ذروة الثمانينات سريعا مما أدى إلى انحدار كافة المشروعات الأخرى في النهاية، فقد فتح ذلك الأبواب أمام الباعة لإعادة استخدام المصطلح في تسويق أدواتهم الجديدة دون أن يؤدي ذلك إلى إثارة مزيد من الجدل بين أجيال المبرمجين الحاليين. وقد تضمنت أدواتهم فعليا حزم الجيل الرابع من لغات البرمجة مع برنامج RAD، وأدوات CASE ومجموعة مساعدات ترميز جرافيكية تسهل توليد الشفرة.